# Mariager-Fårup-Viborg Jernbane
Mariager-Fårup-Viborg Jernbane (MFVJ) – eller Mariagerbanen – var en dansk privatbane.

## Historie
Som en af de sidste jernbaner, der blev anlagt i Danmark, var MFVJ fra starten hæmmet af, at den ikke nåede at "slå rod" inden konkurrencen fra bilerne for alvor gjorde sig gældende.
Mariager blev den sidste jyske købstad, der fik jernbane. I 1905 fremsatte en lokal komite forslag om en bane fra Onsild Stationsby på Randers-Aalborg Jernbane til Mariager og videre til Norup på Randers-Hadsund Jernbane. I Randers frygtede man, at det ville trække trafikken mod vest i stedet for mod syd og gøre det vanskeligt at skaffe midler til totalrenovering af Randers-Hadsund Jernbane, der var anlagt som ultralet bane.
Jernbaneloven fra 1908 indeholdt to muligheder for en jernbane fra et punkt på Randers-Hobro banen til Mariager: enten stoppede den i Mariager, eller den blev ført videre til Randers-Hadsund banen forbi bl.a. cementfabrikkerne i Assens.
Samtidig var der planer om en bane fra Viborg gennem Nørreå-dalen, også med tilslutning til Randers-Hobro banen. Her var spørgsmålet, om banen skulle slutte i Randers eller i Fårup, som de lokale sogneråd var meget interesserede i at gøre til tilslutningspunkt for begge baner. Randers ville betale mest, hvis banen gik til Randers, men Viborg frygtede konkurrencen fra Randers og ville kun betale, hvis den gik til Fårup.
Resultatet blev, at Mariager-Fårup og Viborg-Fårup kom med i Jernbaneloven fra 1918, delt i to selskaber, fordi Mariager-Fårup allerede i 1908-loven havde fået tilsagn om 75% statsstøtte, mens 1918-loven kun gav 50% til Viborg-Fårup. Jernbaneloven fra 1918 indeholdt også en bane fra Hobro til Rødkærsbro, som skulle dele skinner med MFVJ på de 7 km mellem Ørum og Vejrumbro. Denne bane blev senere opgivet, men i 1923 nåede man at anlægge lidt af tracéet ved Vejrumbro, fordi man havde noget fyld til overs.

## Trafikken
De to baner blev drevet sammen. Hovedkontoret lå i Viborg, men Mariager var banens største station med remiser og værksteder. Den var toglederstation for hele strækningen og løste mange administrative opgaver, men i 1941 blev kassererposten flyttet til Viborg.
Med banen havde Viborg fået Mariager som havneby. I det meste af banens levetid udgjorde kultransporter fra Mariager Havn til Viborg Gasværk og Viborg Brændselskompagni ca. 3/4 af banens godstrafik. I starten af 1960'erne kom et par nye godskunder til: Deutsche Erdöls olie- og bitumenanlæg betød store transporter af bitumen til Mariager. Og en ny skærvefabrik i True skulle levere størstedelen af skærverne til DSB's banenet i Vestdanmark.

## Strækningsdata
- Indviet: 1. juli 1927
- Længde: 58,4 km
- Sporvidde: 1.435 mm
- Skinnevægt: 24,39 kg/m
- Maks. hastighed: 60 km/t
- Nedlagt:
  - Viborg-Fårup: 29. maj 1965, godstrafik indtil 31. marts 1966
  - Mariager-Fårup: 31. marts 1966, godstrafik indtil 1985

## Standsningssteder
Fra banens start var der foruden stationer anlagt trinbrætter med sidespor (T&S). Efterhånden blev flere trinbrætter tilføjet, mange af dem
"uofficielle" (U), altså ikke optaget i køreplanerne. Selv de "uofficielle" trinbrætter var dog ikke mere uofficielle, end at samtlige var godkendt med navn og placering af Ministeriet for offentlige Arbejder. Alle banens stationsbygninger er bevaret.

### Mariager-Fårup
- Mariager station (Mr) i km 0,0.
- Trinbrættet ved badestranden i km 0,7 fra sommeren 1937 (U). Fjernet 1979.
- Lunddalen trinbræt (Lu) i km 3,6. 4. november 1949 flyttet fra Fjelsted med navnet Fjelsted trinbræt. Fik navnet Lunddalen 28. februar 1950.
- Fjelsted trinbræt (Fj) i km 5,4 26. maj 1928 - 3. november 1949, genoprettet 28. februar 1950.
- True station (Tr) i km 8,0. Lå i Svenstrup, men for at undgå forveksling med andre stationer blev den opkaldt efter True på den anden side af Østerkær Bæk.
- Broløs (eller Brødløs) trinbræt (Bø) i km 9,3 fra 9. november 1937.
- Vester Tørslev station (Tø) i km 11,5.
- Frugtplantagen T&S i km 13,4 fra 1. juni 1952 (U). Sidesporet blev taget i brug 27. september 1951 (officielt først 15. januar 1952). Sidste vognladning blev læsset 1979, men på fri bane, fordi sidesporet var for dårligt. Det blev fjernet i 1992.
- Glenstrup trinbræt (Gl) i km 14,0 fra 26. maj 1928.
- Handest station (Ha) i km 16,6.
- Fårup station (Fp) i km 19,7 - forbindelse med Den østjyske længdebane.

#### Bevarede stationsbygninger
De 4 stationsbygninger og remisen i Mariager blev tegnet af Carl Lundquist.
- Mariager: Fjordgade 3
- True: Fjelstedvej 22
- Vester Tørslev: Søbjergvej 13B
- Handest: Randersvej 125B

### Fårup-Viborg
- Fårup station (Fp) i km 0,0.
- Rejstrupgård trinbræt (Re) i km 3,8 fra 18. februar 1928.
- Sønderbæk station (Sø) i km 4,8.
- Villemosegård trinbræt (Vil) i km 6,5 (U) fra 14. juli 1949.
- Læsten T&S (Læ) i km 7,4.
- Højgård trinbræt (Hø) i km 8,7 fra 20. august 1936.
- Hammershøj station (Hm) i km 10,1.
- Årupvej trinbræt (Aar) i km 12,1 (U) fra 21. marts 1951.
- Kvorning T&S (Kv) i km 13,4.
- Mollerup T&S (Mo) i km 15,0.
- Hulbæk trinbræt (Hu) i km 16,9 fra 13. september 1936.
- Ørum station (Ør) i km 18,7.
- Velds trinbræt (Ve) i km 20,3 fra 18. marts 1933.
- Fårdal trinbræt (Fd) i km 21,8 (U) fra 21. marts 1951.
- Viskum T&S (Vm) i km 23,4.
- Vejrumbro station (Vj) i km 25,3.
- Løvskalvejen trinbræt (Lø) i km 25,9 fra 20. juni 1936. Øst for vejen, men fra 14. juni 1950 var der også perron vest for vejen, så toget i begge retninger standsede efter vejen.
- Hauggaard T&S (Hg) i km 27,9. Lå ved Thisted Mejeri, men navnet Thisted var optaget.
- Tapdrup T&S (Ta) i km 30,0.
- Pramhuset trinbræt (Pr) i km 30,9 (U) fra 21. marts 1951.
- Bruunshåb T&S (Bh) i km 33,2.
- Søgårde trinbræt (Søg) i km 34,5 fra 6. maj 1937.
- Lyngvej trinbræt (Ly) i km 36,9 fra 20. februar 1954.
- Viborg station (Vg) i km 38,7 – forbindelse med Langå-Struer-banen, Herning-Viborg banen og Viborg-Løgstør banen.

#### Bevarede stationsbygninger
De 4 stationsbygninger og bygningerne på de 7 trinbrætter med sidespor blev tegnet af Ulrik Plesner.
- Sønderbæk: Plantagevej 4
- Hammershøj: Jernbanegade 27
- Ørum: Tjelevej 8
- Vejrumbro: Stationen 5

### Grusgrave
DSB gik midt i 1920'erne fra grusballast over til stenballast på hovedstrækningerne og kunne derfor undvære sin grusgrav ved Handest. MFVJ erhvervede den og brugte den ved anlægget af banen. Grusgravssporets forbindelse til DSB's hovedspor blev afbrudt, og der blev anlagt et forbindelsesspor til MFVJ's spor (km 17,5) N for Fårup Station. Denne grusgrav fik sin sidste store opgave, da DSB i 1939 skulle bruge grus til underballasten på andetsporet mellem Bjerregrav og Hobro.
Sporet til Handest Grusgrav var meget slidt, så i foråret 1942 tog banen en ny grusgrav i brug ved Gunderup mellem Fjelsted Trinbræt og True Station (km 6,6). Sporet her var ca. 150 m langt og blev kun tilsluttet, når der skulle hentes grus.

## Nedlæggelsen

### Fårup-Viborg
29. maj 1965 overtog DSB MFVJ's rutebilrute Randers-Hammershøj-Viborg på betingelse af, at persontrafikken på Fårup-Viborg ophørte. Det daglige godstog fortsatte indtil hele banen blev nedlagt 31. marts 1966. Sporoptagningen blev påbegyndt 1. december 1966 fra Ørum med et tog i hver retning og afsluttet i Fårup i maj 1967 og i Viborg i juni 1967.
Viborg Amt købte banearealerne fra Hammershøj til Ørum og reserverede dem til en omfartsvej uden om byerne. I mellemtiden kunne strækningen bruges som gang- og cykelsti – og det er den stadig. Mellem Velds Huse og Teglmarken i Viborg blev banen til Nørreåstien.

### Mariager-Fårup
Efter banens nedlæggelse i 1966 blev Mariager-Fårup drevet som Mariager Kommunale Godsbane, betjent af DSB. Kultrafikken til Viborg Gasværk fortsatte via Randers-Langå. Bitumen- og skærvetransporterne fortsatte uændret, og flere andre virksomheder brugte fortsat banen. Men sporet var gammelt, så selvom hastigheden blev sat langt ned, skete der adskillige afsporinger af godstogene. Godsbanen gav et beskedent overskud frem til 1972, men så blev godstogene stadig sjældnere og stoppede i 1985. I den sidste halve snes år blev stort set alle banens sveller udskiftet med brugte, gode DSB-sveller.
Dansk Jernbane-Klub arbejdede sideløbende på at etablere veteranbanedrift på strækningen. Dette lykkedes, da man 2. maj 1970 kunne indvie Mariager-Handest Veteranjernbane (MHVJ). Veteranbanen løste en seriøs godstransportopgave i november 1990 ved anlægget af den jyske motorvej Randers-Hobro: På 14 dage blev over 10.000 tons grus kørt fra grusgraven i Gunderup til anlægget af motorvejsbroen over banen.

### Strækninger hvor banetracéet er bevaret
Af banens 58,4 km er der bevaret 45 km tracé, hovedsagelig de 19½ km skinner mellem Mariager og Fårup, Nørreåstiens 16 km og 7½ km mellem Hammershøj og Ørum.
- Drejeskiven i Mariager og veteranbanens perron
- Den lange optur nede fra Mariager Fjord
- Veteranbanen slutter efter Hansted Station
- Banedæmning over Skalsådalen S for Fårup
- Banesti fra Hammershøj til Ørum
- Banesti mellem Mollerup og Ørum
- Nørreåstien starter ved Velds Husevej
- Markvej på bro over Nørreåstien i Over Viskum
- Løvskalvejen krydses ved Vejrumbro
- Bruunshåb Trinbræt
- Viadukt under Herningbanen i Viborg